# Euphorbia rhombifolia
Euphorbia rhombifolia Boiss. es una especie de fanerógama perteneciente a la familia de las euforbiáceas. Es nativa de Sudáfrica.

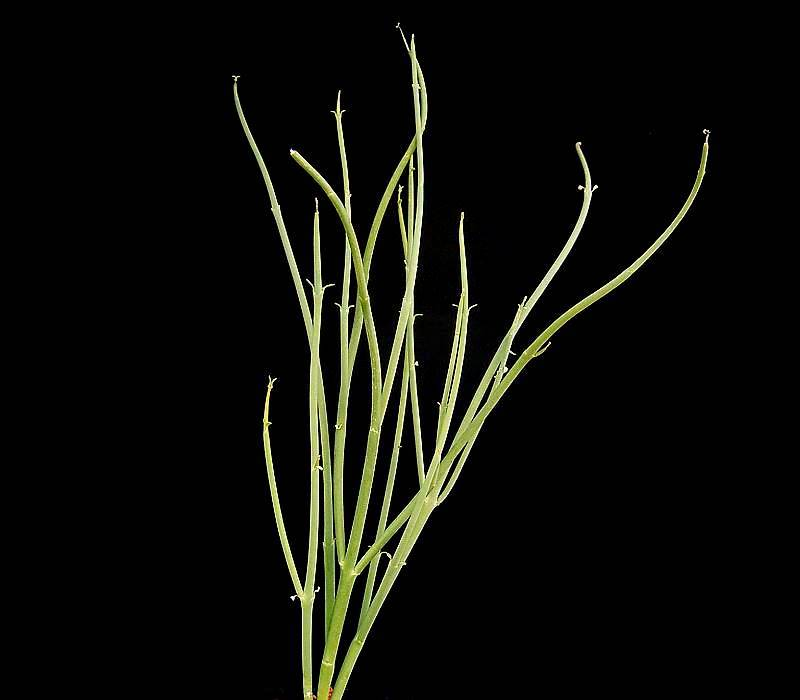
Detalle de la planta

## Descripción
Se trata de una rara planta suculenta  con las inflorescencias en ciatios. Arbusto perennifolio que alcanza un tamaño de 0.2 - 1 m de altura. A una altitud de 15 - 1713 metros.

## Taxonomía
Euphorbia rhombifolia fue descrita por Pierre Edmond Boissier y publicado en Centuria Euphorbiarum 19. 1860.
Etimología
Euphorbia: nombre genérico que deriva del médico griego del rey Juba II de Mauritania (52 a 50 a. C. - 23), Euphorbus, en su honor – o en alusión a su gran vientre –  ya que usaba médicamente Euphorbia resinifera. En 1753 Carlos Linneo asignó el nombre a todo el género.
rhombifolia: epíteto latino que significa "con hojas con forma de rombo".
Sinonimia
- Tirucalia rhombifolia (Boiss.) P.V.Heath (1996).
- Euphorbia racemosa E.Mey. ex Boiss. in A.P.de Candolle (1862).[6][7]